# Hamburg-St. Georg
St. Georg ist ein Stadtteil im Bezirk Hamburg-Mitte der Freien und Hansestadt Hamburg.

## Geografie

Historische Ansicht: das Ferdinandstor mit Blick auf Hamburg

Der Stadtteil St. Georg wird im Nordwesten durch die Außenalster begrenzt. In diesem Bereich wird er infolge gemischter Nutzung durch Verwaltungsbauten sowie kleinere, meist ältere Wohnhäuser geprägt. Im Westen markieren die Gleise des Hamburger Hauptbahnhofs im Gebiet des alten Hamburger Wallrings die Grenze zum Stadtteil Hamburg-Altstadt. Die südliche und südöstliche Begrenzung bilden die Gleisanlagen der Bahn nach Lübeck mit nur wenigen Durchlässen zum Münzviertel und zum Stadtteil Borgfelde. Im Nordosten begrenzt die Anlage des Krankenhauses St. Georg den Bezirk nach Hamburg-Nord und zum Stadtteil Hohenfelde.

## Geschichte

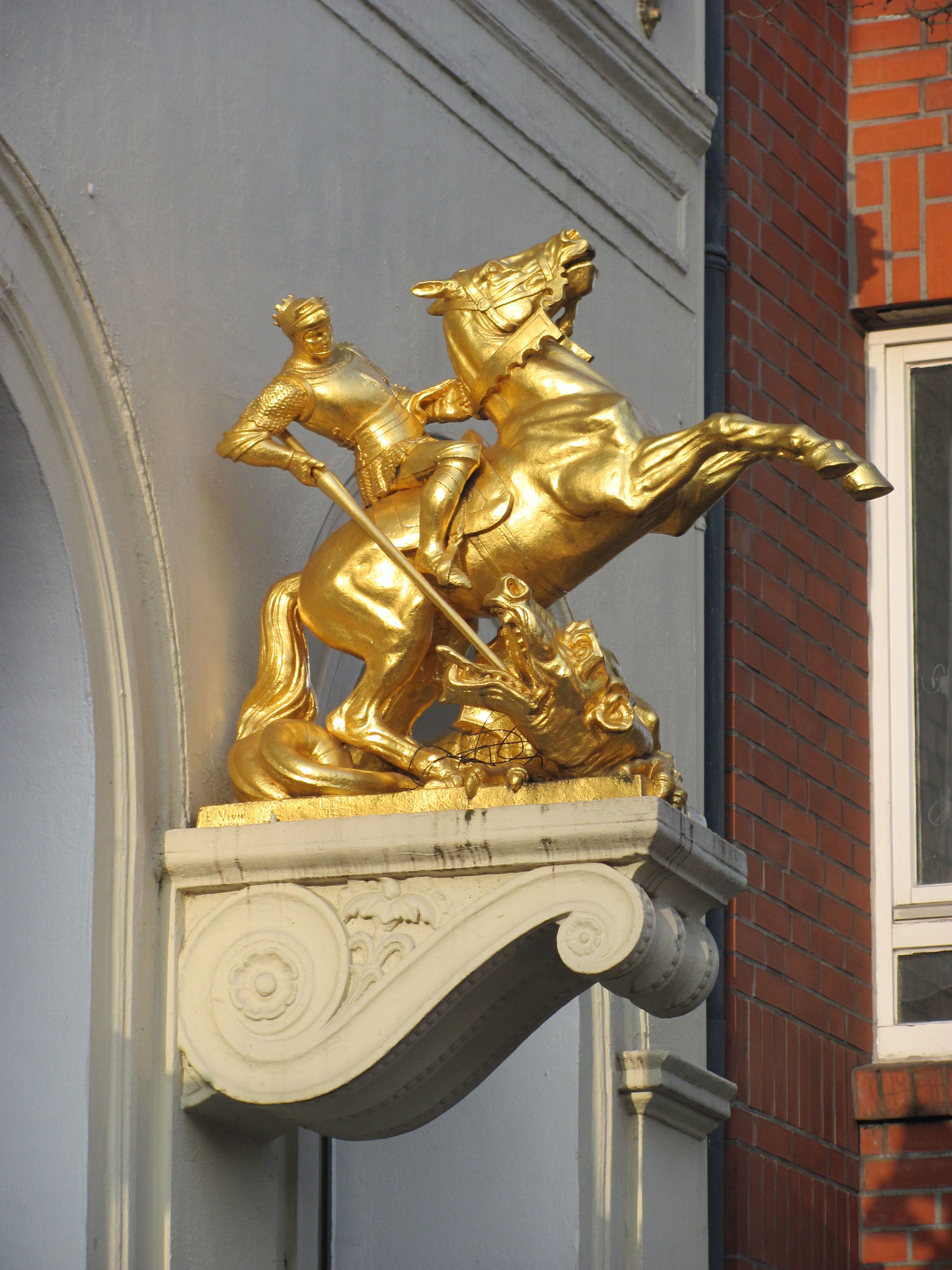
Ritter von St. Georg – Skulptur in der Langen Reihe von Ernst Gottfried Vivié

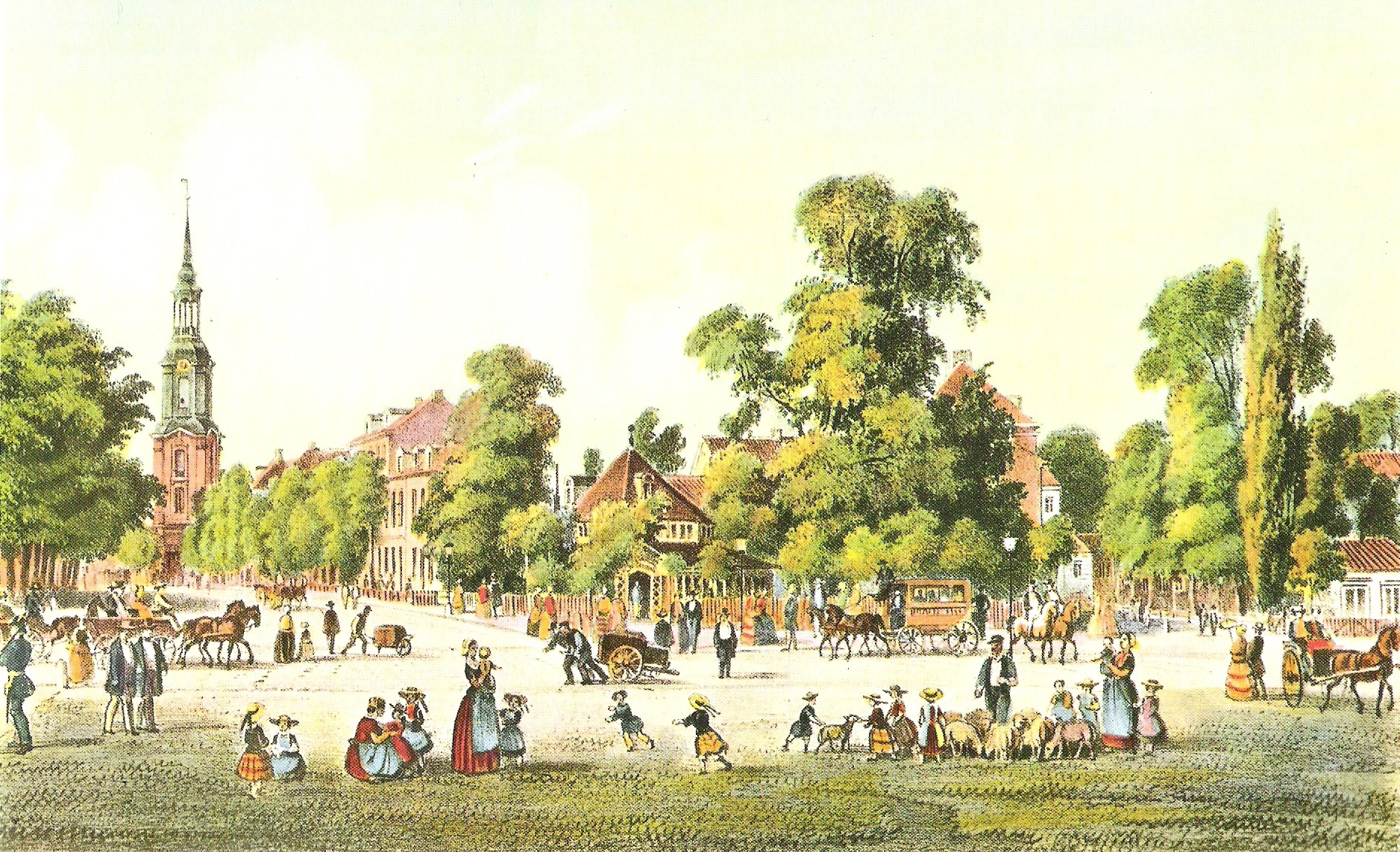
Die Vorstadt St. Georg 1855

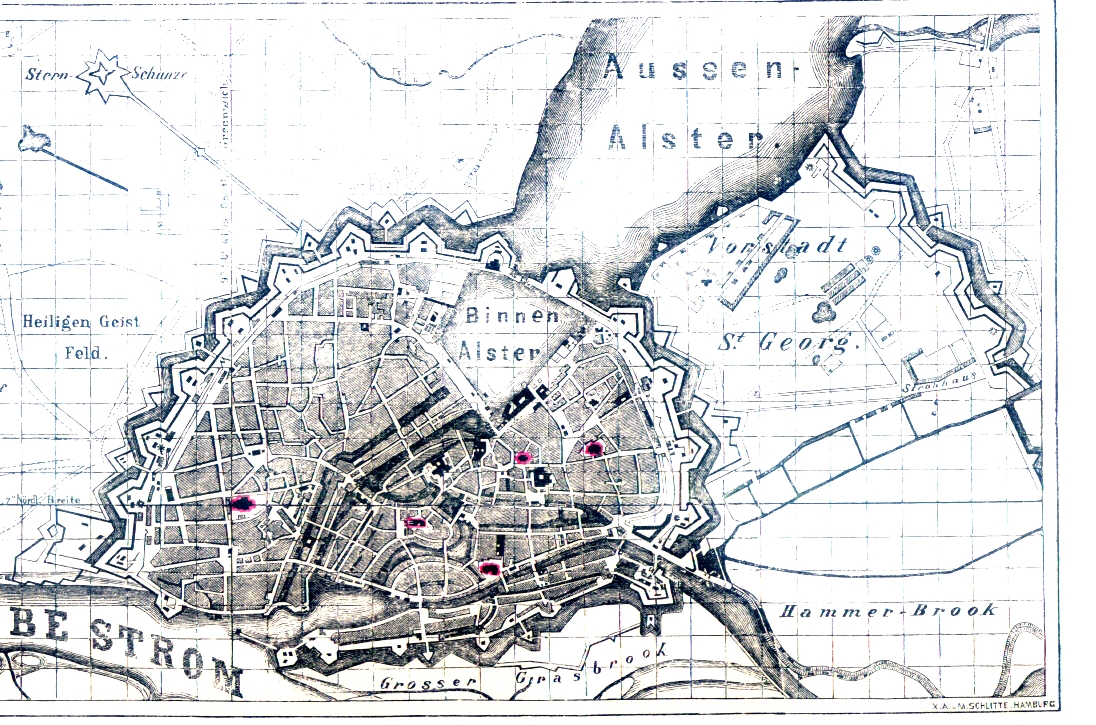
Die Befestigung der Vorstadt rechts im Bild, von der Außenalster südwarts

### 13. bis 16. Jahrhundert: Namensgebung und Entwicklung
Das Viertel verdankt seinen Namen dem Hospital St. Georg, einem Lepra-Hospital, das um 1200 außerhalb der Stadt gegründet wurde und nach dem heiligen Georg (auch Jürgen) benannt worden war. Nach dem Reglement von 1296, das der Rat und die Erbgesessene Bürgerschaft gemeinsam mit dem Domkapitel erlassen hatten, durften die Pestkranken die Stadt nicht betreten, um die Bevölkerung vor Ansteckung zu schützen. Dem Hospital gehörte der Landstreifen zwischen der Straße Koppel und der Außenalster. Das übrige Gebiet des heutigen Stadtteils wurde damals als Borgesch bezeichnet und gehörte zur Landherrenschaft Hamm und Horn. Hierhin wurden später störende Gewerbe wie Schweinezüchter und Branntweinbrenner abgeschoben. 1564 wurde ein Pestfriedhof angelegt, der als Armenfriedhof weiterbestand und aus dem im 18. Jahrhundert die Steintorfriedhöfe hervorgingen. Bereits seit 1554 stand hier auch der Galgen von Hamburg. Das Pesthaus wurde 1606 an den Hamburger Berg in St. Pauli verlegt und das St.-Georgs-Hospital in ein Armenstift umgewandelt, das erst 1951 aufgehoben wurde.

### 17. bis 20. Jahrhundert
Nach dem Bau von Bastionen auf dem Gelände des späteren Krankenhauses St. Georg 1681 war das Viertel in die Stadtfestung einbezogen. Zusammen mit dem westlichen Teil des Hammerbrooks bildete es seit 1830 die Vorstadt St. Georg. 1868 wurde St. Georg (nach der Hamburger Altstadt und der Neustadt) formal in das Stadtgebiet eingegliedert. Dies führte zu einer verstärkten Bautätigkeit und einer erheblichen Zunahme der Bevölkerung, so entstand im letzten Viertel des 19. Jahrhunderts mit dem Etagenhausquartier um den Hansaplatz das neue Zentrum des Stadtteils. Der Bau des Hauptbahnhofes, der 1906 eröffnet wurde, führte zum Bau zahlreicher Hotels, von denen viele noch heute bestehen. Die Bahnhofslage zog allerdings auch Vergnügungsstätten und Prostitution an, was zum Teil noch heute das Image des Stadtteils prägt.
Im Zweiten Weltkrieg wurde insbesondere der Ostteil St. Georgs schwer zerstört. Nach 1966 war das Stadtviertel vorübergehend vom völligen Verschwinden bedroht, da Planungen der Neuen Heimat zum Bau des Alsterzentrums den nahezu kompletten Abriss von St. Georg beinhalteten. Erst 1973 wurde dieses Projekt endgültig aufgegeben. Stattdessen erfolgte eine Sanierung des Altbaubestandes.
Der Stadtteil St. Georg hatte viele Probleme mit Drogen und Prostitution. Während die Drogenszene um den Hansaplatz in umliegende Bezirke verdrängt wurde, ist die Prostitution jedoch, obwohl St. Georg ein Sperrgebiet ist, immer noch präsent. Vermehrt wird Mietwohnraum in Eigentumswohnungen umgewandelt, und im Bereich um die Lange Reihe steigen die Mietpreise. Vor- und Nachkriegsbauten wurden abgerissen, um Platz für Neubauten mit Eigentumswohnungen zu schaffen. Eine zahlungskräftigere Klientel verdrängt seitdem schrittweise die multikulturelle, bunte Einwohnerstruktur der letzten Jahrzehnte. Dieser Vorgang ist in vielen Städten zu beobachten und wird als Gentrifizierung bezeichnet.
Die Bild-Zeitung schrieb: „St. Georg hat sich vom Schmuddel-Stadtteil zum In-Viertel gemausert – und damit die Mietpreise an der Langen Reihe in die Höhe getrieben“.
Die bis Ende der 1980er Jahre zahlreich vertretenen kleinen Handwerks- und Gewerbebetriebe sind nach und nach durch schicke Straßencafés und Boutiquen ersetzt worden. Die Lange Reihe zeichnet sich durch ein sehr gemischtes Angebot an Läden und Gastronomiebetrieben aus.

### Im 21. Jahrhundert
St. Georg ist dank seiner zentralen Lage und eines großen Angebots an Hotels und Pensionen vor allem für Rucksacktouristen ein beliebtes Reiseziel.

### Einwohnerentwicklung
- 1994: 14.148
- 2002: 10.239
- 2009: 9.980[9]
- 2016: 10.840[10]
- 2023: 12.631[11]

### Statistik
(Quelle: )
- Anteil der unter 18-Jährigen: 11,6 % [Hamburger Durchschnitt: 16,8 % (2023)]
- Anteil der über 64-Jährigen: 13,8 % [Hamburger Durchschnitt: 17,8 % (2023)]
- Ausländeranteil: 30,5 % [Hamburger Durchschnitt: 20,7 % (2023)]
- Arbeitslosenquote: 8,4 % [Hamburger Durchschnitt: 6,2 % (2023)]

Das durchschnittliche Einkommen je Steuerpflichtigen beträgt in St. Georg 54.971 Euro jährlich (2020), der Hamburger Gesamtdurchschnitt liegt bei 48.035 Euro.

## Politik
Wahlergebnisse im Stadtteil St. Georg:
| Bürgerschaftswahl | Grüne 1) | SPD    | Linke 2) | CDU    | AfD    | FDP    | Übrige    |
| ----------------- | -------- | ------ | -------- | ------ | ------ | ------ | --------- |
| 2025              | 27,5 %   | 25,9 % | 18,0 %   | 14,7 % | 03,4 % | 02,6 % | 07,9 %    |
| 2020              | 34,9 %   | 28,2 % | 15,0 %   | 07,3 % | 02,7 % | 05,4 % | 06,6 %    |
| 2015              | 20,8 %   | 36,7 % | 16,7 %   | 08,6 % | 03,9 % | 07,6 % | 05,7 %    |
| 2011              | 21,3 %   | 42,0 % | 11,9 %   | 12,4 % | –      | 05,3 % | 07,1 %    |
| 2008              | 17,9 %   | 35,7 % | 10,2 %   | 29,8 % | –      | 04,3 % | 02,1 %    |
| 2004              | 28,9 %   | 29,0 % | –        | 31,3 % | –      | 02,0 % | 08,8 %    |
| 2001              | 20,4 %   | 37,2 % | 01,0 %   | 16,0 % | –      | 03,8 % | 21,6 % 3) |
| 1997              | 28,2 %   | 31,4 % | 02,1 %   | 20,8 % | –      | 02,9 % | 14,6 % 4) |
| 1993              | 27,6 %   | 37,4 % | –        | 15,3 % | –      | 02,9 % | 16,8 % 5) |
| 1991              | 18,1 %   | 45,2 % | 02,2 %   | 25,5 % | –      | 02,6 % | 06,4 %    |
| 1987              | 19,1 %   | 44,1 % | –        | 31,4 % | –      | 03,8 % | 01,6 %    |
| 1986              | 23,8 %   | 37,6 % | –        | 33,5 % | –      | 03,6 % | 01,5 %    |
| Dez. 1982         | 15,8 %   | 48,0 % | –        | 32,4 % | –      | 02,2 % | 01,6 %    |
| Juni 1982         | 14,9 %   | 41,8 % | –        | 36,6 % | –      | 03,8 % | 02,9 %    |
| 1978              | 07,8 %   | 48,0 % | –        | 35,5 % | –      | 04,2 % | 01,6 %    |
| 1974              | –        | 44,1 % | –        | 40,9 % | –      | 08,8 % | 06,2 %    |
| 1970              | –        | 53,8 % | –        | 33,6 % | –      | 05,0 % | 07,6 %    |
| 1966              | –        | 57,1 % | –        | 30,8 % | –      | 07,2 % | 04,9 %    |

Für die Wahl zur Bürgerschaft gehört St. Georg zum Wahlkreis Hamburg-Mitte. Bei den Wahlen zur Bezirksversammlung zählt der Stadtteil zum Wahlkreis St. Georg, Hammerbrook, Borgfelde, Rothenburgsort. Bei Bundestagswahlen gehört St. Georg zum Bundestagswahlkreis Hamburg-Mitte.

## Kultur und Sehenswürdigkeiten

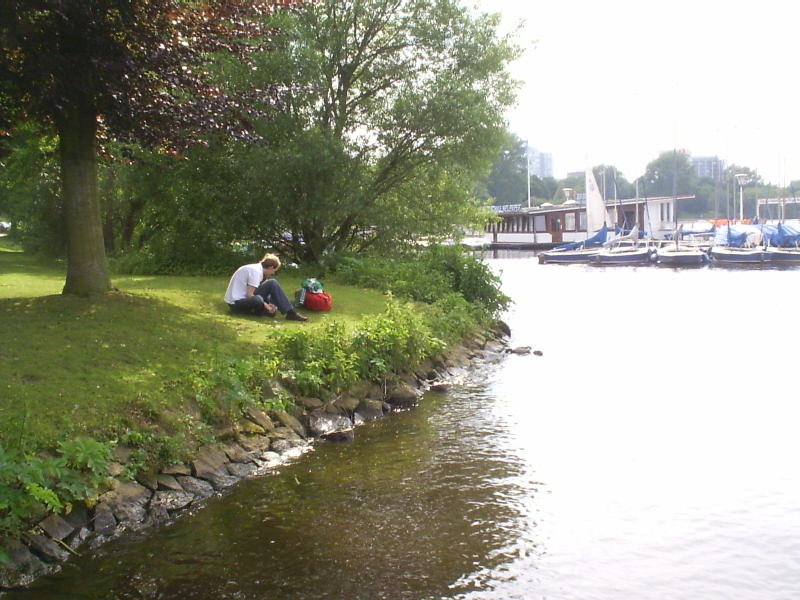
An der Außenalster: der Alsterpark

Durch seine zentrale Lage am Hauptbahnhof und an der Außenalster zieht der Stadtteil St. Georg viele unterschiedliche Bevölkerungsgruppen an.
Hier leben viele Künstler und finden sich teure Prachthotels und unterschiedliche Kulturen. Obwohl St. Georg seit 1980 Sperrbezirk ist, gibt es Prostitution in der Nähe des Hauptbahnhofes. Seit den 1990er Jahren ist St. Georg in der Schwulenszene sehr beliebt, es gibt hier viele auf diese Zielgruppe zugeschnittene Cafés und Clubs.

### Lange Reihe

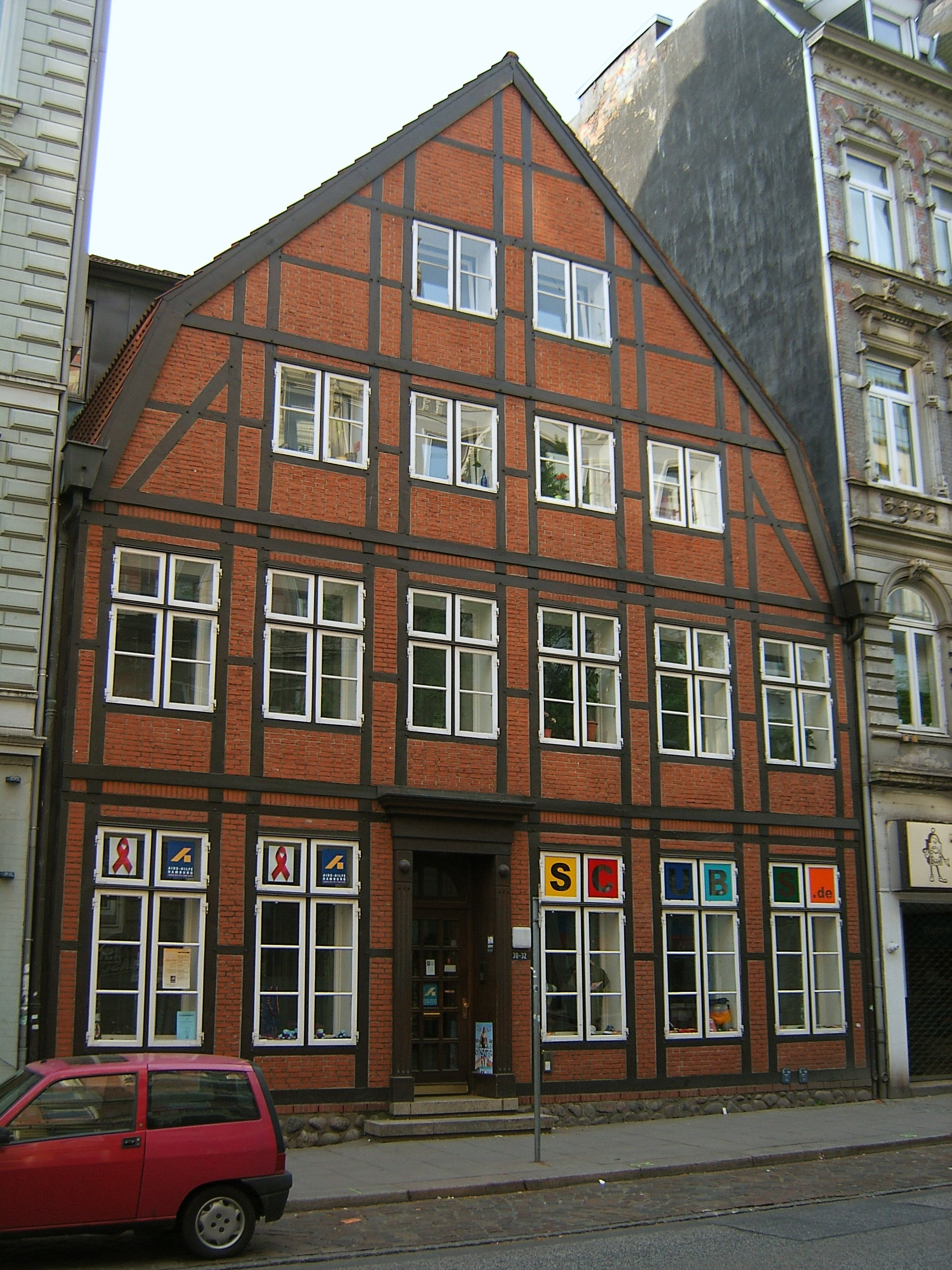
Lange Reihe 30–32
Geschäftsstelle der Aids-Hilfe

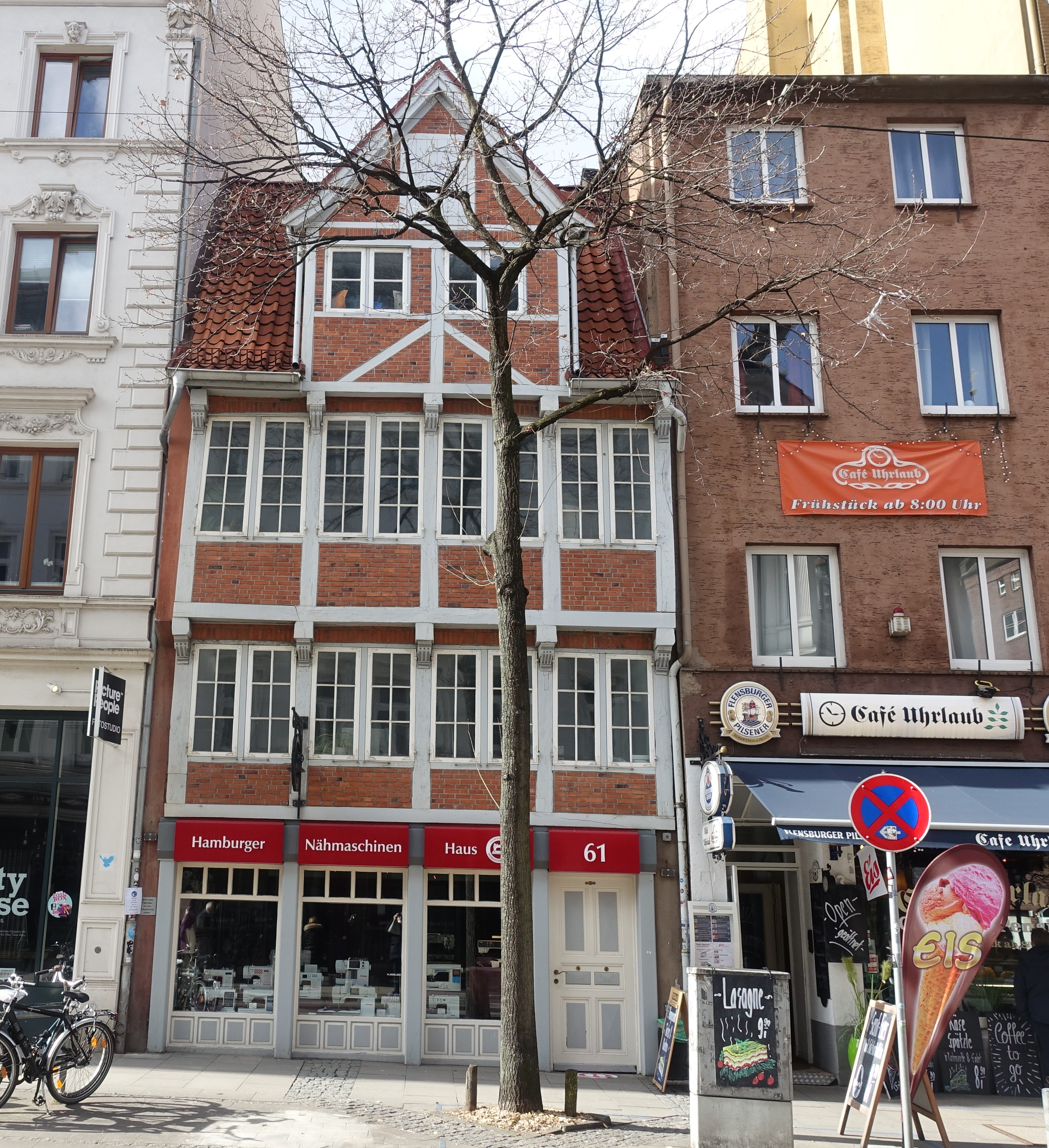
Lange Reihe 61, ältestes Haus von St. Georg (1621)

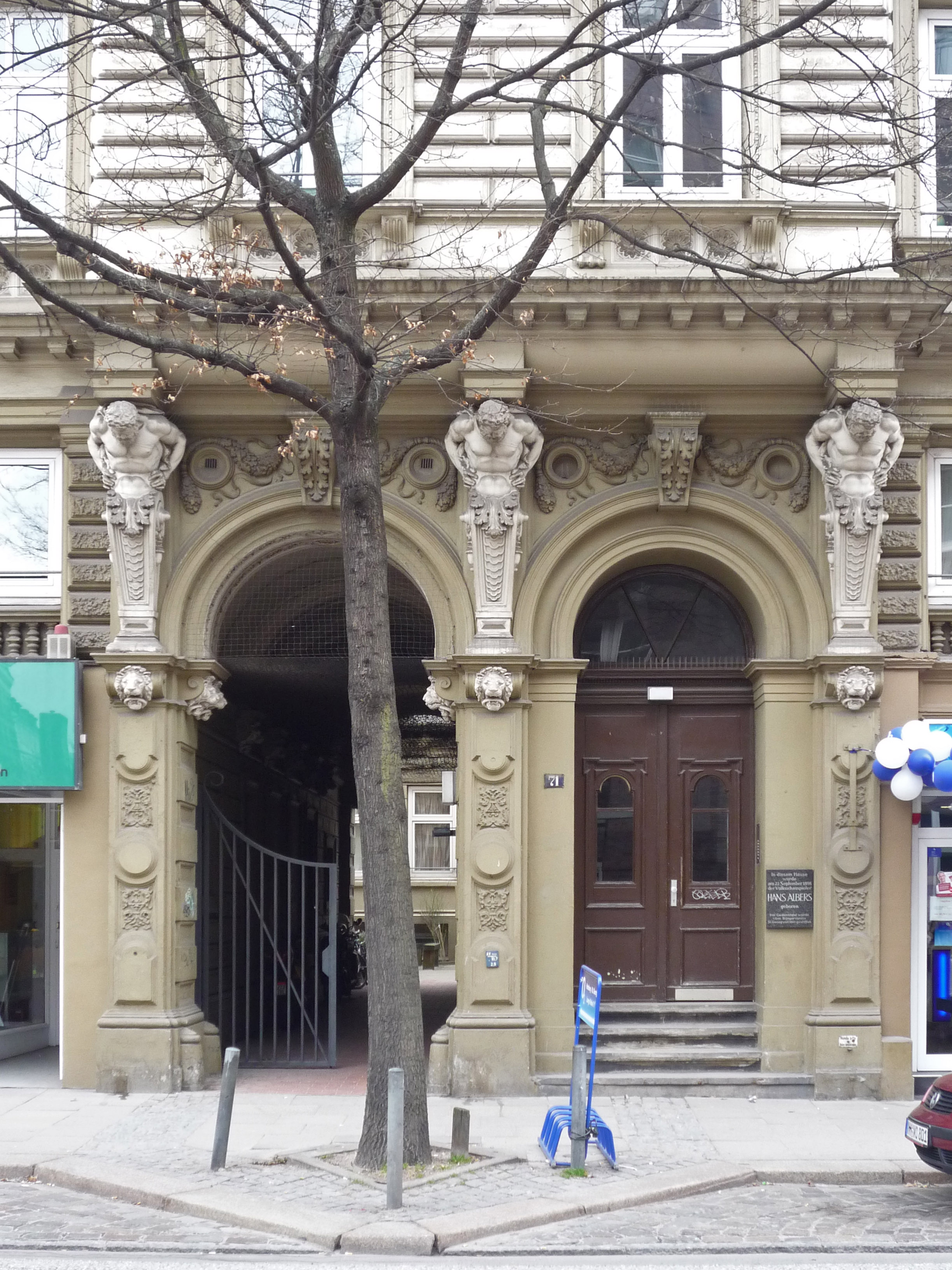
Lange Reihe 71
Geburtshaus von Hans Albers

Die Lange Reihe gilt als eine der schönsten Straßen mit Altbauten Hamburgs und gehört mittlerweile zu den Top 10 der Hamburger Straßen mit den teuersten Eigentumswohnungen. Auch Mietwohnungen haben zum Teil sehr hohe Mieten. Die Lange Reihe ist ein typisches Beispiel für die Gentrifizierung eines Stadtquartiers: Wo bis vor wenigen Jahren in bunter Folge Armeleuteläden und Spezialitätenshops, Eckkneipen und Handwerksbetriebe wechselten, finden sich heute Boutiquen und immer mehr Straßencafés.
Die stadtteilprägende Vielfalt kennzeichnet auch die Lange Reihe: Hier startet jedes Jahr die Parade zum Hamburger Christopher Street Day; entlang dieser Straße befindet sich das Lesben- und Schwulenviertel in Hamburg. Daher gibt es hier seit dem 13. Juli 2015 an der Kreuzung Kirchenallee/Lange Reihe eine Fußgängerampel mit jeweils einem schwulen und einem lesbischen Paar als Ampelmännchen. Daneben finden hier jährlich die Fronleichnamsprozession der Dompfarrei und ein Sankt-Martins-Zug der Kindergärten und Schulen statt.
Auf dem Carl-von-Ossietzky-Platz auf halber Höhe der Langen Reihe steht neben einem Imbisspavillon Hamburgs erste kommunale Litfaßsäule. Hier war zwischen 1947 und 1992 ein Blumenverkaufstand untergebracht. Als dieser aufgegeben wurde, plante der Besitzer in Absprache mit der Stadtverwaltung eine von innen beleuchtete Plakatsäule zu errichten, was von Einwohner-Initiativen verhindert wurde. Seit 2009 wird der ehemalige Blumenstand als kommunale Litfaßsäule genutzt, an der keine kommerzielle Werbung stattfindet, sondern lokale Initiativen und Vereine über ihre Aktivitäten unterrichten.
In der Langen Reihe 71 wurde der Schauspieler Hans Albers geboren. Folgende Bauten stehen unter Denkmalschutz:
- Lange Reihe 30: Fachwerk-Doppelhaus
- Lange Reihe 50: um 1800 errichteter zweigeschossiger Fachwerkbau mit verputzter Straßenfassade
- Lange Reihe 51/Ecke Gurlittstraße: fünfgeschossiges Putzetagenhaus, vermutlich 1875 von einem Konditormeister erbaut; Fassade mit klassizistischen bis gründerzeitlichen Stilelementen und reichlich Stuck, Fries und Ornamenten
- Lange Reihe 61: Fachwerkgebäude (Ursprungsbau aus dem 17. Jahrhundert)
- Lange Reihe 92, Haus 1 bis 3: Ensemble einer Wohnanlage der 1870er Jahre

### Hansaplatz
Der 1878 angelegte Hansaplatz mit dem Hansa-Brunnen liegt zwischen Steindamm und Langer Reihe und ist ein zentraler Treffpunkt im Viertel.

### Berliner Tor
Neben dem Hauptbahnhof ist der S- und U-Bahnhof am Berliner Tor ein wichtiger Verkehrsknoten Hamburgs. Gegenüber der Hauptfeuerwache der Feuerwehr Hamburg, hinter der das Gymnasium Klosterschule steht, ist ein modernes Bürozentrum (Berliner-Tor-Center) entstanden.

### Bieberhaus

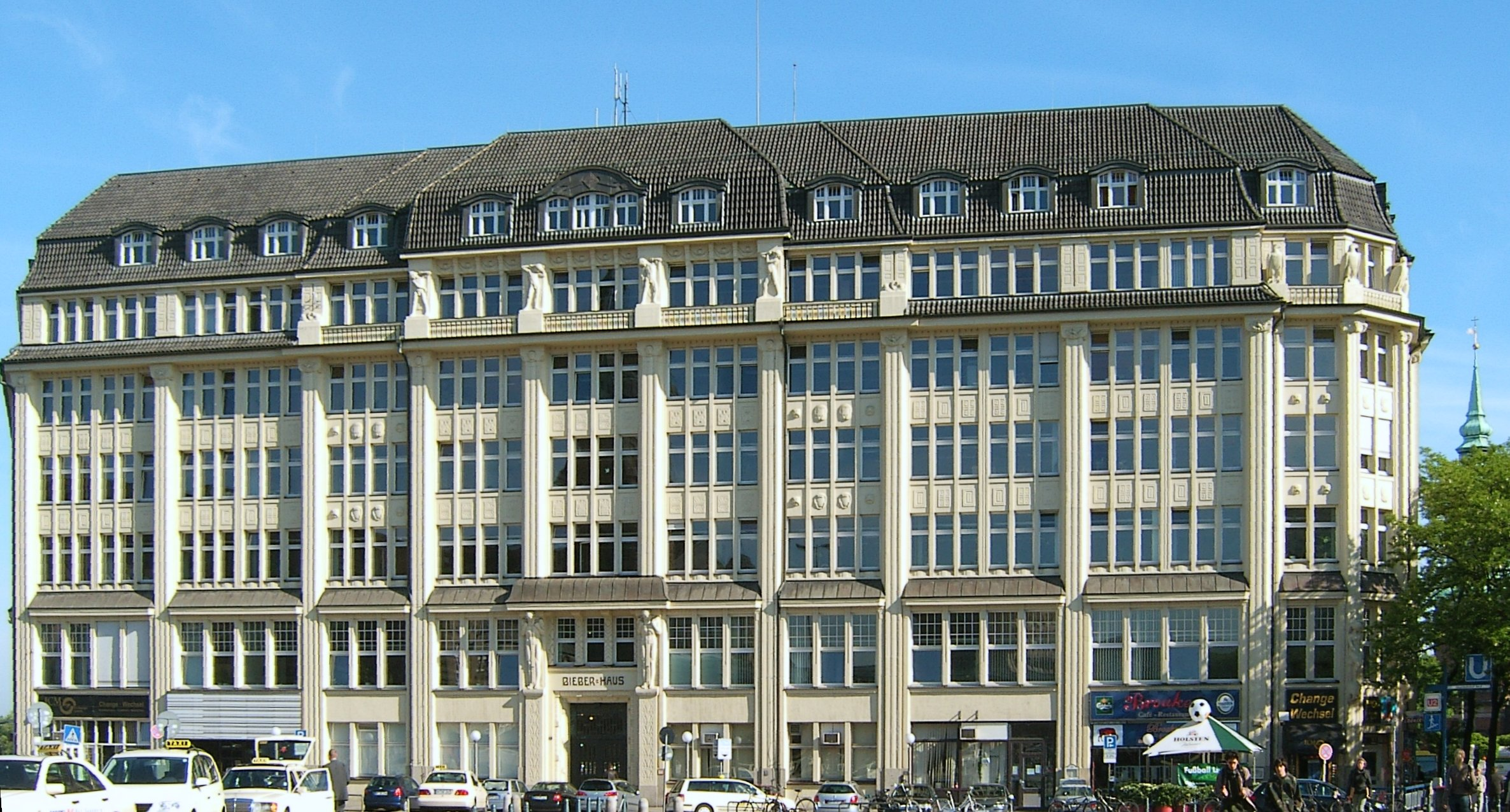
Bieberhaus

Unmittelbar am Hauptbahnhof steht das Bieberhaus. Es wurde 1909 nach Plänen der Architekten Johann Gottlieb Rambatz und Wilhelm Jollasse als Eisenbetonkonstruktion mit einer Kunstsandsteinfassade erbaut und steht unter Denkmalschutz. Das Bieberhaus wurde lange Zeit von verschiedenen Hamburger Behörden benutzt, so z. B. von der Wohlfahrts- und Sozialbehörde, später der Ausländerbehörde oder auch als Finanzamt. Seit 2011 ist es Sitz des Ohnsorg-Theaters, das nach 75 Jahren vom alten Standort an den Großen Bleichen hierher umzog. Seit dem Sommer 2018 hat hier Digitas Pixelpark seinen Standort und seit März 2019 auch der Rowohlt-Verlag.
Der Name des Gebäudes geht zurück auf eine private Knabenschule in St. Georg, die ehemals auf dem Grundstück stand. Theodor August Bieber war der damalige Leiter der Anstalt.

### Holzdamm

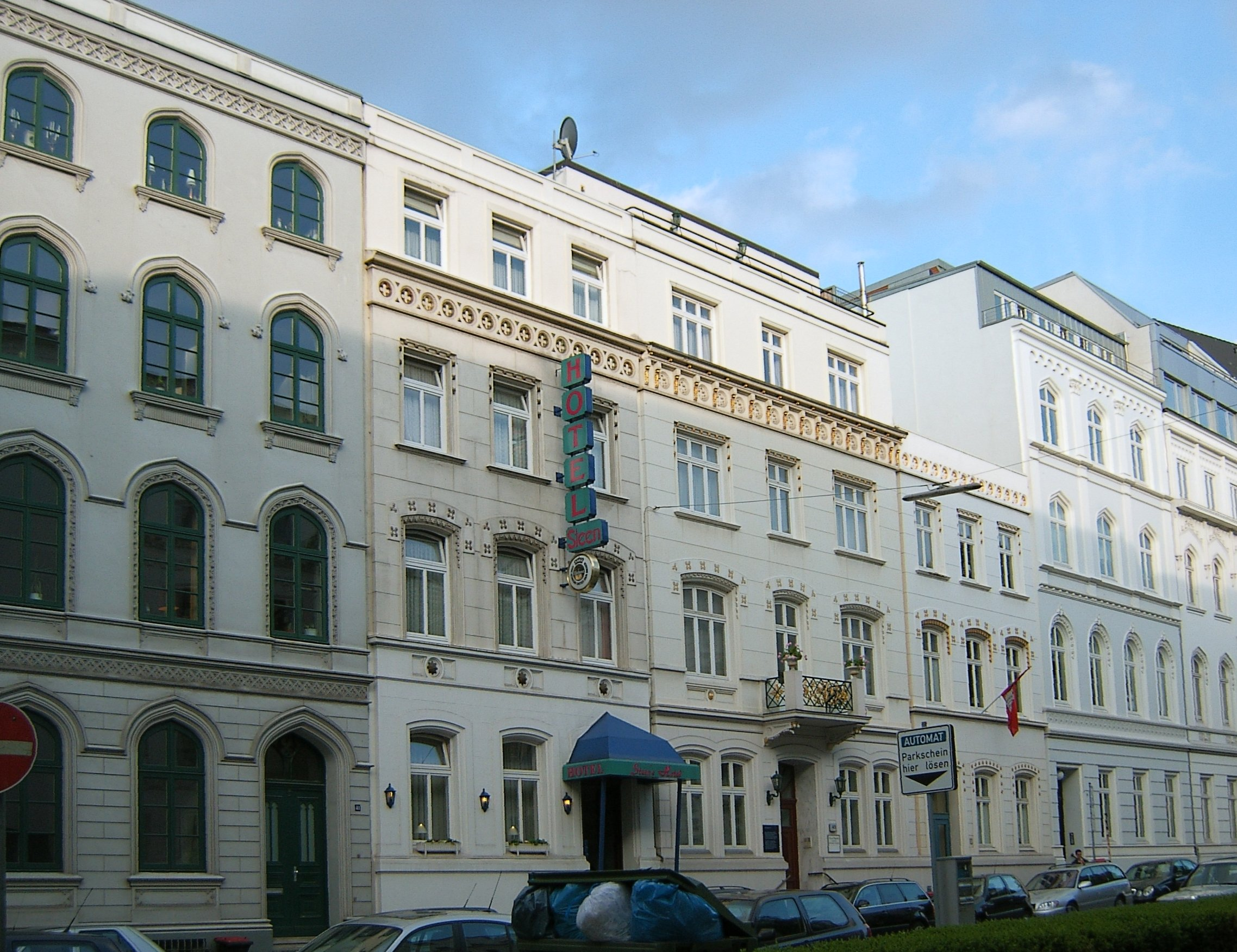
Gebäudeensemble am Holzdamm

Die Häuser Nr. 41–51 wurden 1860 in der neu angelegten Straße errichtet.
Die spätklassizistischen Gebäude weisen in Gliederung und Dekor historisierende Elemente und „exotische“ Details auf, mit denen die Fassaden um die Jahrhundertmitte häufig ausgestattet wurden.

### Theater

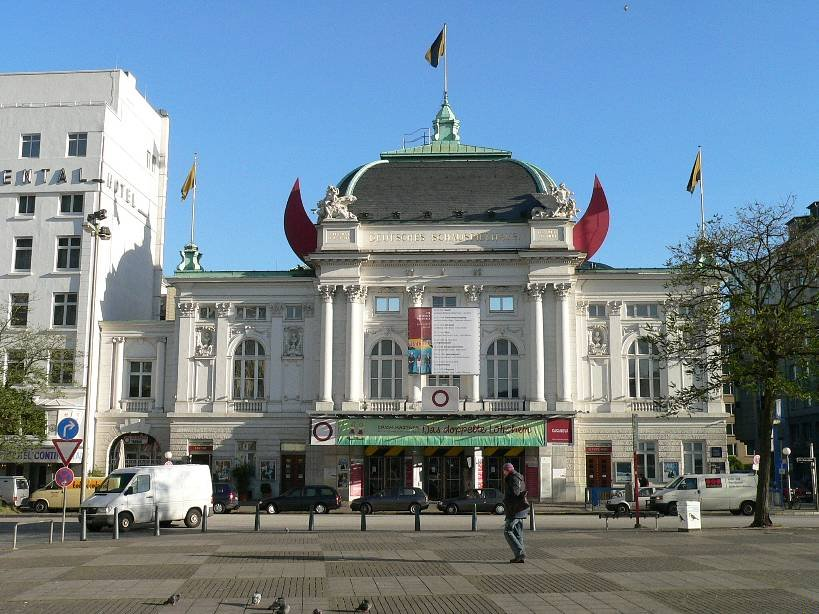
Deutsches Schauspielhaus

Das Deutsche Schauspielhaus liegt direkt am Hamburger Hauptbahnhof und ist mit ca. 1.200 Plätzen die „größte Sprechbühne Deutschlands“. Es wurde 1900 unter der Bezeichnung Burgtheater an der Alster durch das auf Theaterbauten spezialisierte Wiener Büro Fellner & Helmer (Architekt: Ferdinand Fellner der Jüngere) gebaut. 1933 wurde es verstaatlicht. Legendär ist bis heute die Faust-Inszenierung der 1950er Jahre mit Intendant Gustaf Gründgens in der Rolle des Mephisto.
2001 wurde nach 107-jährigem Betrieb das Hansa-Theater am Steindamm geschlossen. Damit verlor Hamburg zunächst sein letztes klassisches Varieté. Im Januar 2009 wurde es jedoch wieder eröffnet. Die Leiter des St.-Pauli-Theaters, Thomas Collien und Ulrich Waller, planten zunächst einhundert Vorstellungen, haben dann aber den Betrieb des Theaters dauerhaft verlängert.
Im Jahr 2003 eröffnete im ehemaligen Neuen Cinema am Steindamm die Kabarett- und Kleinkunstbühne Polittbüro (seit 2022 Centralcomitee).
Im Steindamm wurde 2013 das seit längerem geschlossene Traditionskino Savoy Filmtheater wieder eröffnet.

### Museen

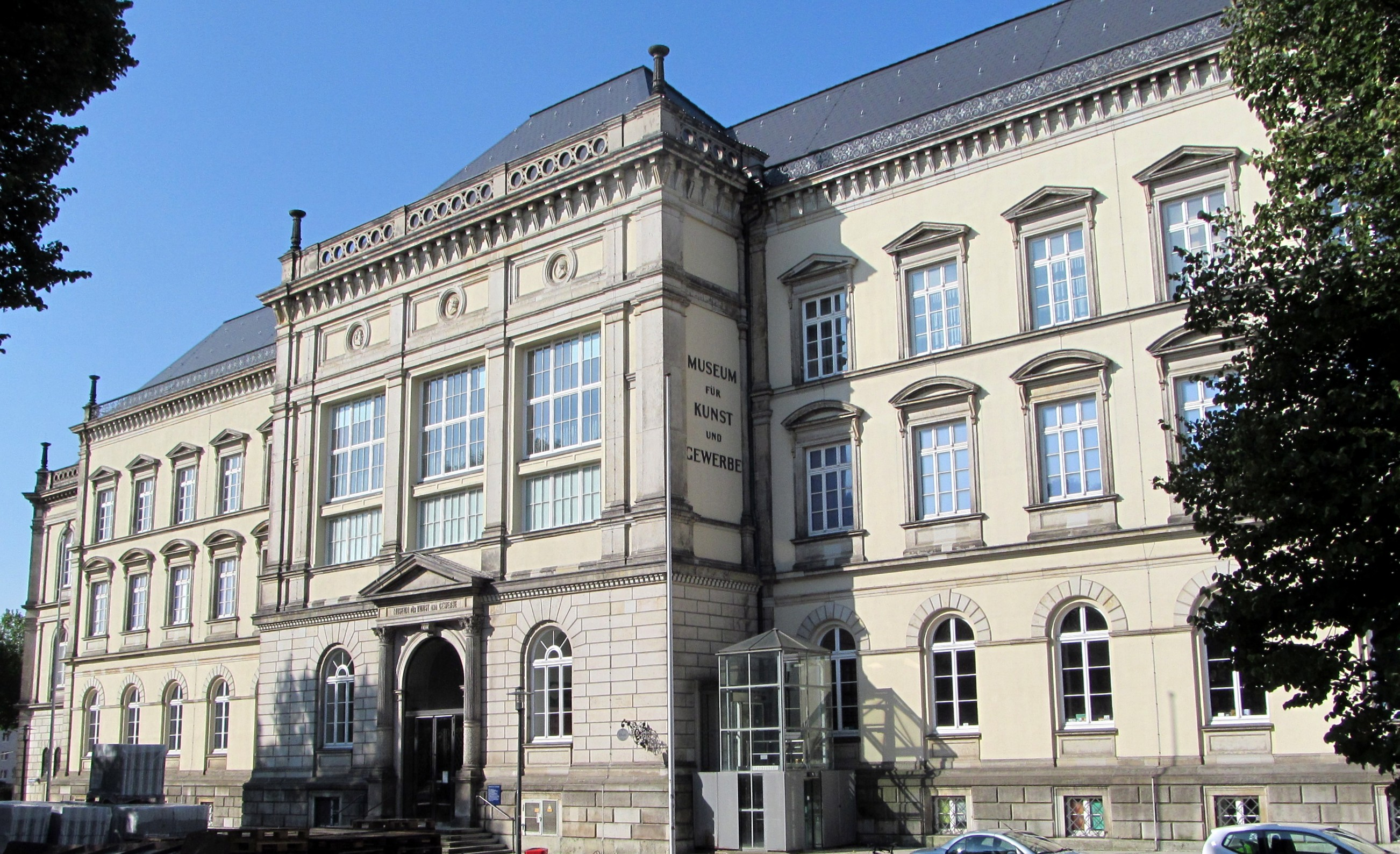
Museum für Kunst und Gewerbe

Das Museum für Kunst und Gewerbe wurde von 1874 bis 1876 am Steintorplatz errichtet. Zunächst waren im Gebäude auch die Realgymnasium des Johanneums und mehrere Gewerbeschulen untergebracht. Dort sind verschiedene Sammlungen zu kunstgewerblichen Themen, Keramik und Möbeln untergebracht. Hervorzuheben sind die Sammlungen an Asiatica und zur Stilrichtung Art déco und Jugendstil. In unmittelbarer Nähe befand sich von 2000 bis 2008 die Garteninstallation Cosmic Garden.

### Religion
Die evangelisch-lutherische Dreieinigkeitskirche, oft fälschlich auch St. Georgskirche genannt, befindet sich am Anfang der Langen Reihe. Das heutige Kirchengebäude stammt aus dem Jahr 1957, der barocke Turm wurde 1962 nach der fast vollständigen Zerstörung der Kirche im Zweiten Weltkrieg wieder errichtet.
Der 1890 bis 1893 errichtete Neue Mariendom (Architekt: Arnold Güldenpfennig) in der Danziger Straße war der erste katholische Kirchenneubau in Hamburg nach der Reformation. Er ist seit 1995 die Kathedralkirche des Erzbistums Hamburg. In derselben Straße befindet sich auch der Caritasverband für Hamburg, der Träger verschiedener katholischer Sozialprojekte ist.
In der Böckmannstraße liegt die Centrum-Moschee und auf dem Steindamm die Al-Quds-Moschee, die am 9. August 2010 behördlich geschlossen wurde.
Am Steindamm 87 befindet sich die erste Kirche in Deutschland, die sich vorwiegend an Schwule und Lesben richtete und heute als MCC Hamburg, die Kirche nicht nur für Lesben und Schwule, integrativ wirkt.

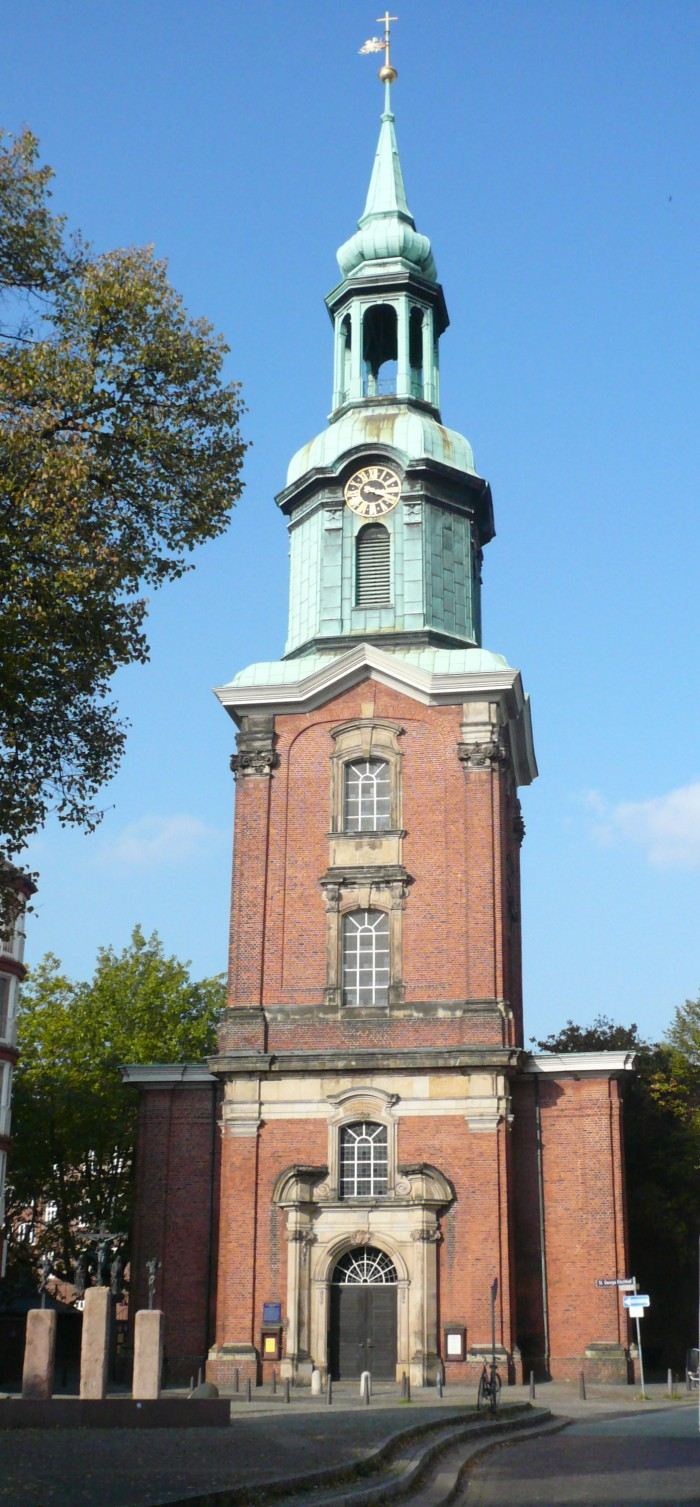
Ev.-luth. Dreieinigkeitskirche
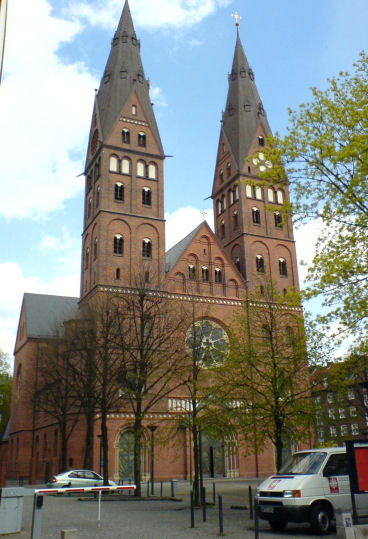
Neuer Mariendom
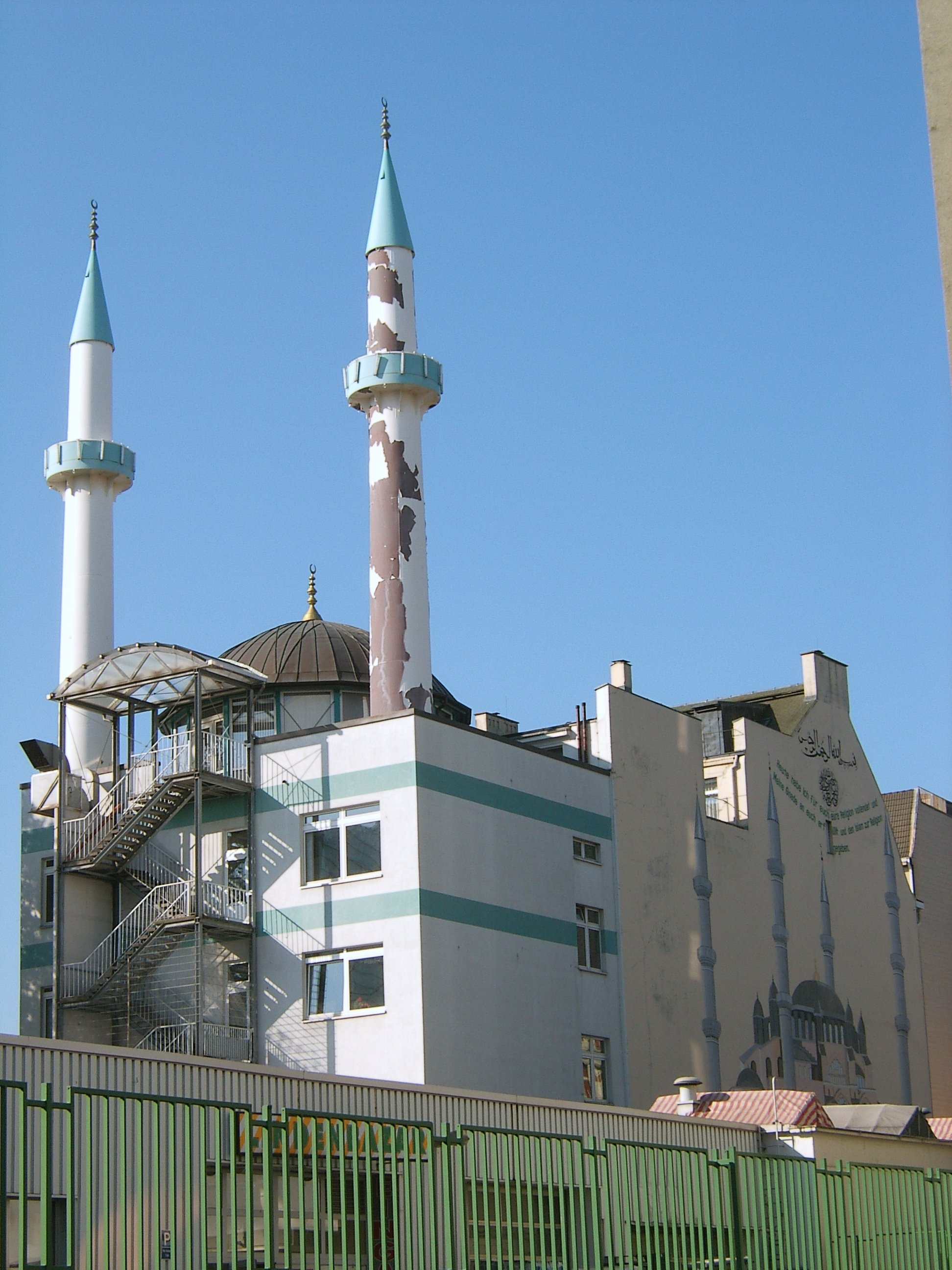
Centrum-Moschee

### Hauptbahnhof
Der Hamburger Hauptbahnhof ist mit seiner großen freitragenden Bahnhofshalle ein Beispiel der Industriearchitektur des beginnenden 20. Jahrhunderts.

### Sonstiges
Am Carl-von-Ossietzky-Platz an der Langen Reihe steht eine „Sonnenuhr“ besonderer Art: Das Solarpanel speist neben dem Uhrwerk auch einen Schrittmotor, der das Panel zur Sonne ausrichtet.

## Wirtschaft, Infrastruktur und Einrichtungen

### Verkehr

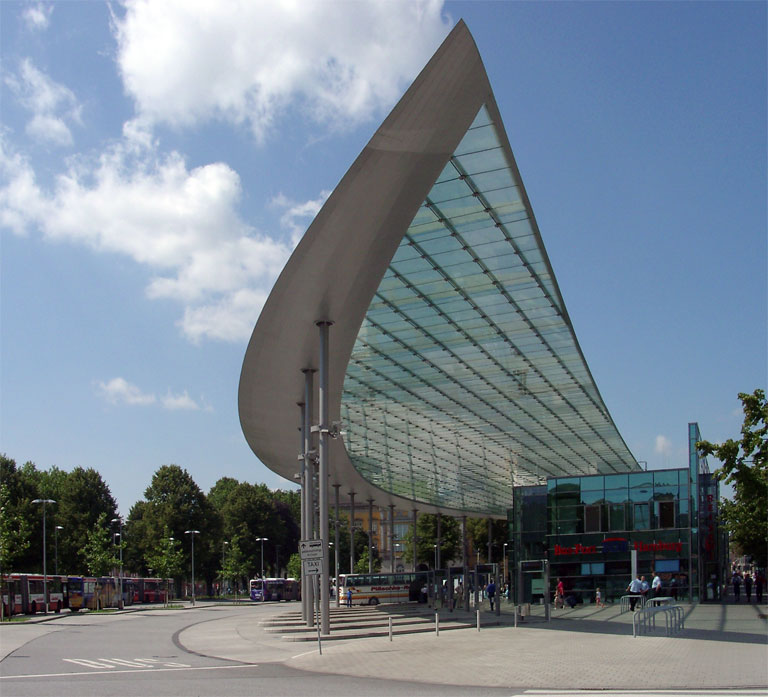
Der ZOB Hamburg am Steintorplatz

St. Georg liegt unmittelbar am Hamburger Hauptbahnhof. Hier laufen alle U-Bahn- und S-Bahnlinien zusammen. Fast alle Linien bedienen auch in ihrem weiteren Verlauf das Gebiet St. Georgs.
Um den Hauptbahnhof herum sind mehrere Bushaltestellen angelegt, die durch verschiedene Bus-, Metrobus- und Nachtbuslinien bedient werden.
Daneben liegt der zentrale Omnibusbahnhof (ZOB), von dem aus Fernbuslinien nach ganz Europa führen.
St. Georg wird durch sehr stark befahrene Straßen berührt: An der Alster, Sechslingspforte, Kurt-Schumacher-Allee-Beim Strohhause. Im Zentrum des Stadtteils St. Georg verlaufen außerdem die stärker befahrenen Straßen Steindamm, Adenauerallee (früher Große Allee) und Lange Reihe.
Außer dem U- und S-Bahnhof Berliner Tor liegt die Haltestelle Lohmühlenstraße der U-Bahn-Linie U1 in St. Georg.

### Bildung
Am Berliner Tor befindet sich die Hochschule für Angewandte Wissenschaften Hamburg. An der Schmilinskystraße liegt das Priesterseminar des Erzbistums Hamburg. Außerdem gibt es im Stadtteil mehrere Grundschulen, Stadtteilschulen sowie Gymnasien. 2023 hat am Holzdamm die Erwachsenenbildungseinrichtung Campus2Bildungsweg ihren Betrieb aufgenommen.

### Gerichte

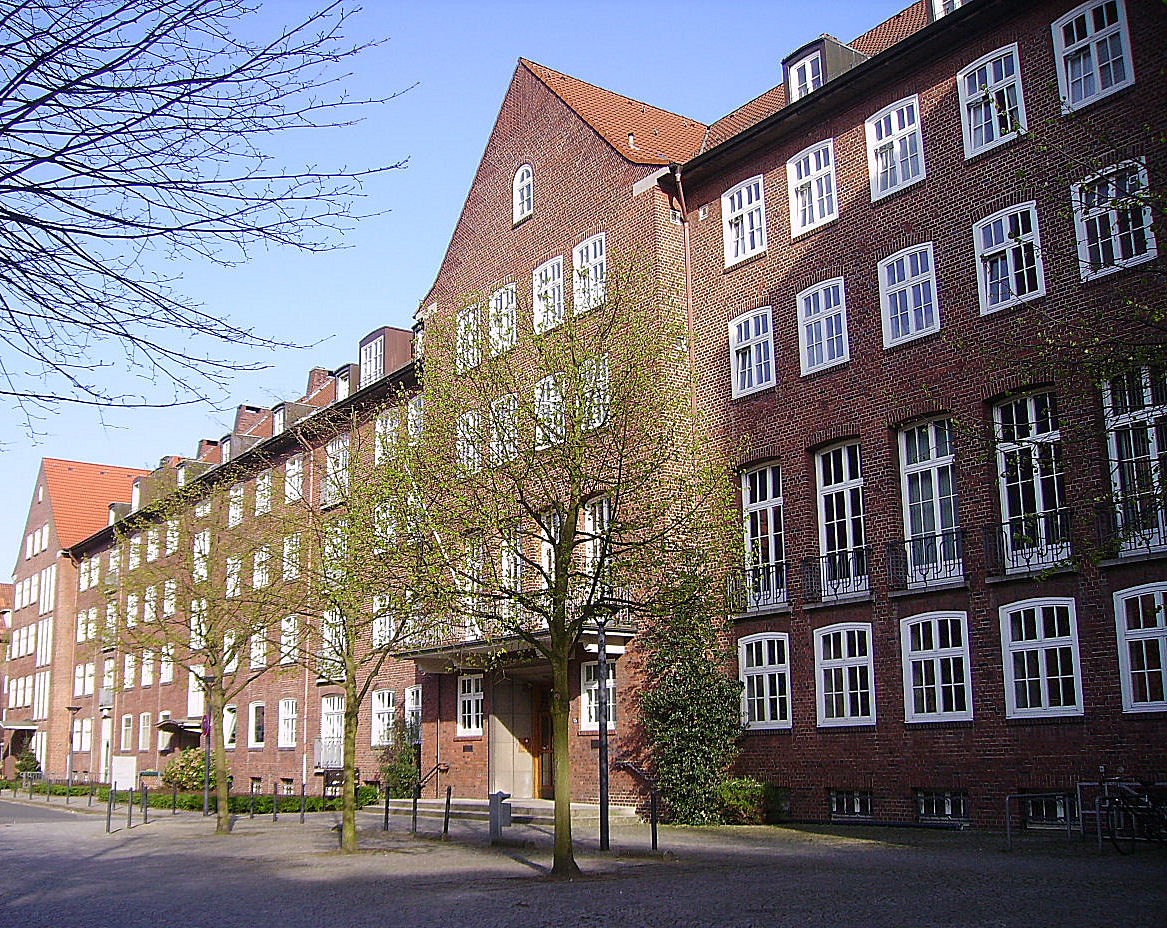
Erzbischöfliches Generalvikariat

Im Haus der Gerichte am Berliner Tor sind das Amtsgericht Hamburg-St. Georg, das Verwaltungsgericht Hamburg, das Hamburgische Oberverwaltungsgericht und das Finanzgericht Hamburg ansässig.
Im Generalvikariat in der Danziger Straße befindet sich die Hamburger Außenstelle des Bischöflichen Offizialats (Kirchengericht) der Diözesen Hamburg und Osnabrück.

### Hotel Atlantic

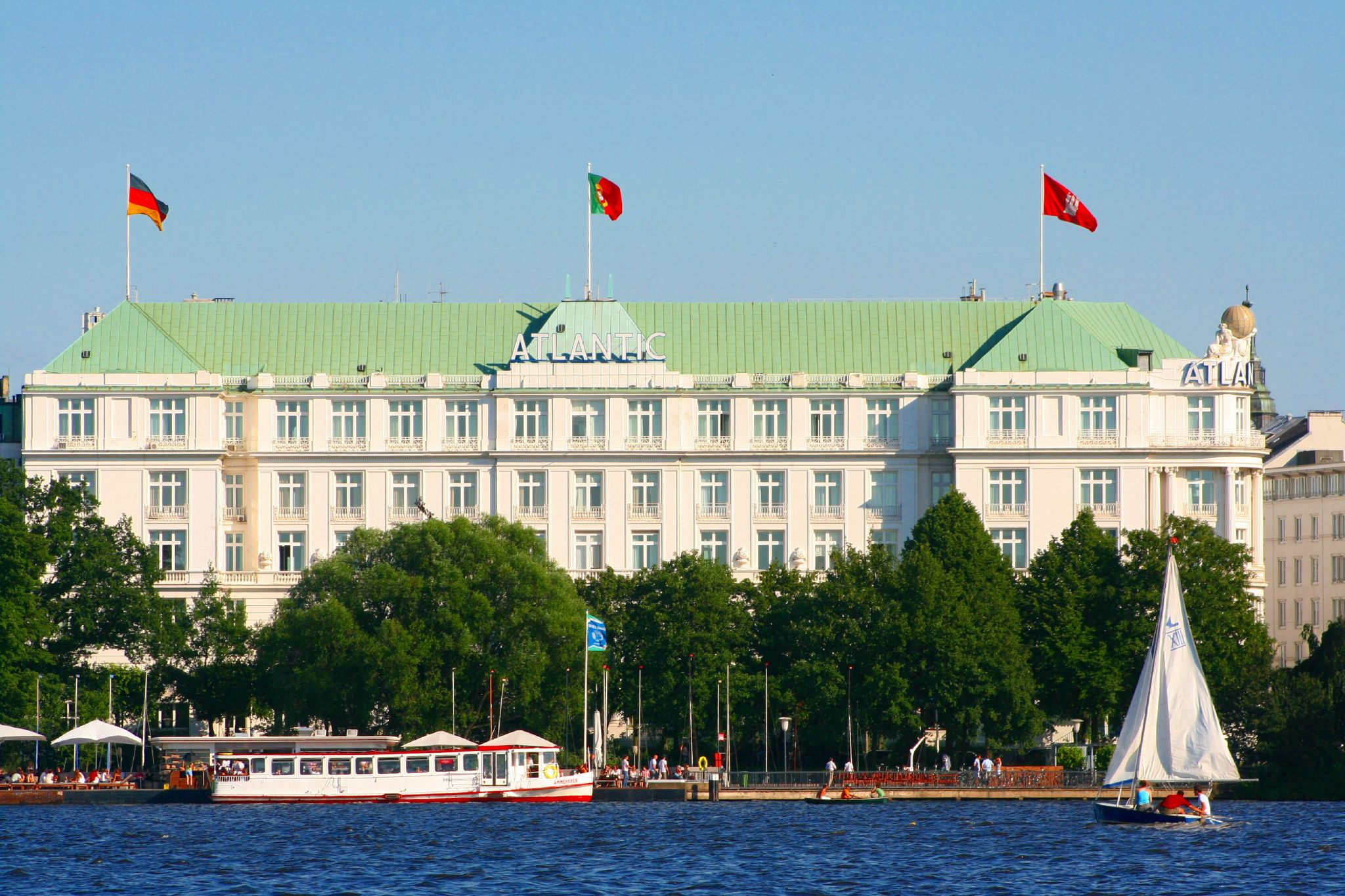
Hotel Atlantic

Das Hotel Atlantic ist ein traditionsreiches Nobel-Hotel an der Außenalster. Es wurde 1909 eröffnet und gehört seit 1957 zu Kempinski, der 1897 in Berlin gegründeten, ältesten Luxushotelgruppe der Welt. Aufsehen erregte das Atlantic nicht nur als Dauer-Domizil der Deutschrock-Legende Udo Lindenberg, sondern auch 2008, als die einstige Fünf-Sterne-Herberge die Klassifizierungsstandards nicht mehr erfüllte und offen zum Sanierungsbedarf stehen musste.

### Krankenhaus St.Georg
Das Krankenhaus St. Georg, seit 2007 als Asklepios Klinik St. Georg umfirmiert, ist nicht nur das älteste Krankenhaus der Stadt, sondern auch bedeutendes Krankenhaus der Maximalversorgung für jährlich über 25.000 stationär aufgenommene und 50.000 ambulant versorgte Patienten mit zentraler Innenstadtlage. Vor der Übernahme durch Asklepios gehörte es zum Hamburger Landesbetrieb Krankenhäuser. Es ist heutzutage Notarztwagenstandort und Hubschrauberlandeplatz und unterhält 19 medizinische Abteilungen (mit 625 Betten) wie die Allergologie, das Chirurgisch-Traumatologische Zentrum, die Allgemeinchirurgie, Herzchirurgie und die Handchirurgie, das Onkologische und das Diabeteszentrum oder das Interdisziplinäre Wirbelsäulen-Zentrum. Mit seinen 1.550 Mitarbeitern ist es auch Akademisches Lehrkrankenhaus der Universität Hamburg. Architektonisch beachtlich ist seine klassizistische Häuserfront an der Lohmühlenstraße. In der zweiten Reihe stehen moderne Funktionsbauten. Es liegt im Karrée zwischen Lange Reihe, Lohmühlenstraße, Lübeckertordamm und der Straße Sechslingspforte.

### Friedhöfe

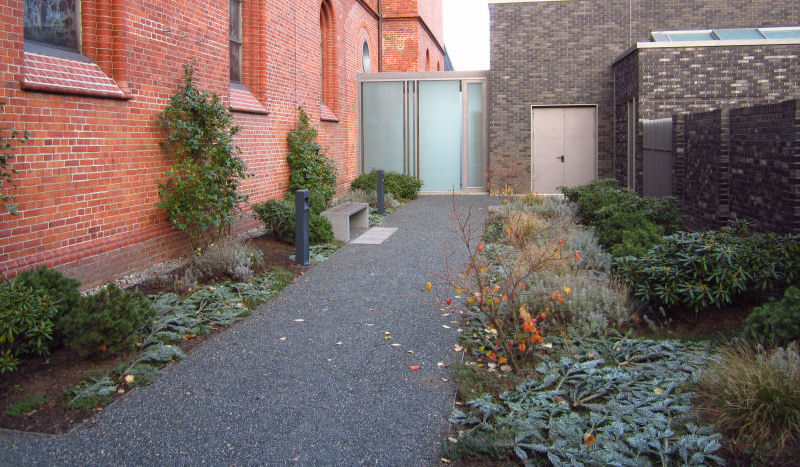
Domherrenfriedhof am Mariendom

Nachdem die früheren Friedhöfe vor dem Steintor bis 1905 für den Bau des Hauptbahnhofes eingeebnet wurden, ist der 2008 neben dem St.-Marien-Dom neu angelegte Domherrenfriedhof die erste Neuanlage dieser Art in St. Georg. Der zweigeteilte Friedhof für die Domherren befindet sich auf der Südseite der Kirche und ist zum einen Teil ganz von einem Statiogang umschlossen. Der vordere Teil hingegen ist vom Domvorplatz über ein eisernes Tor zugänglich. Die Grablege bietet Platz für 17 Grabstätten. Zudem wurde im Jahr 2012 ein Kolumbarium – eine Urnengrabstätte – in der Krypta unter dem St. Marien-Dom eingeweiht.

## Foto-Galerie

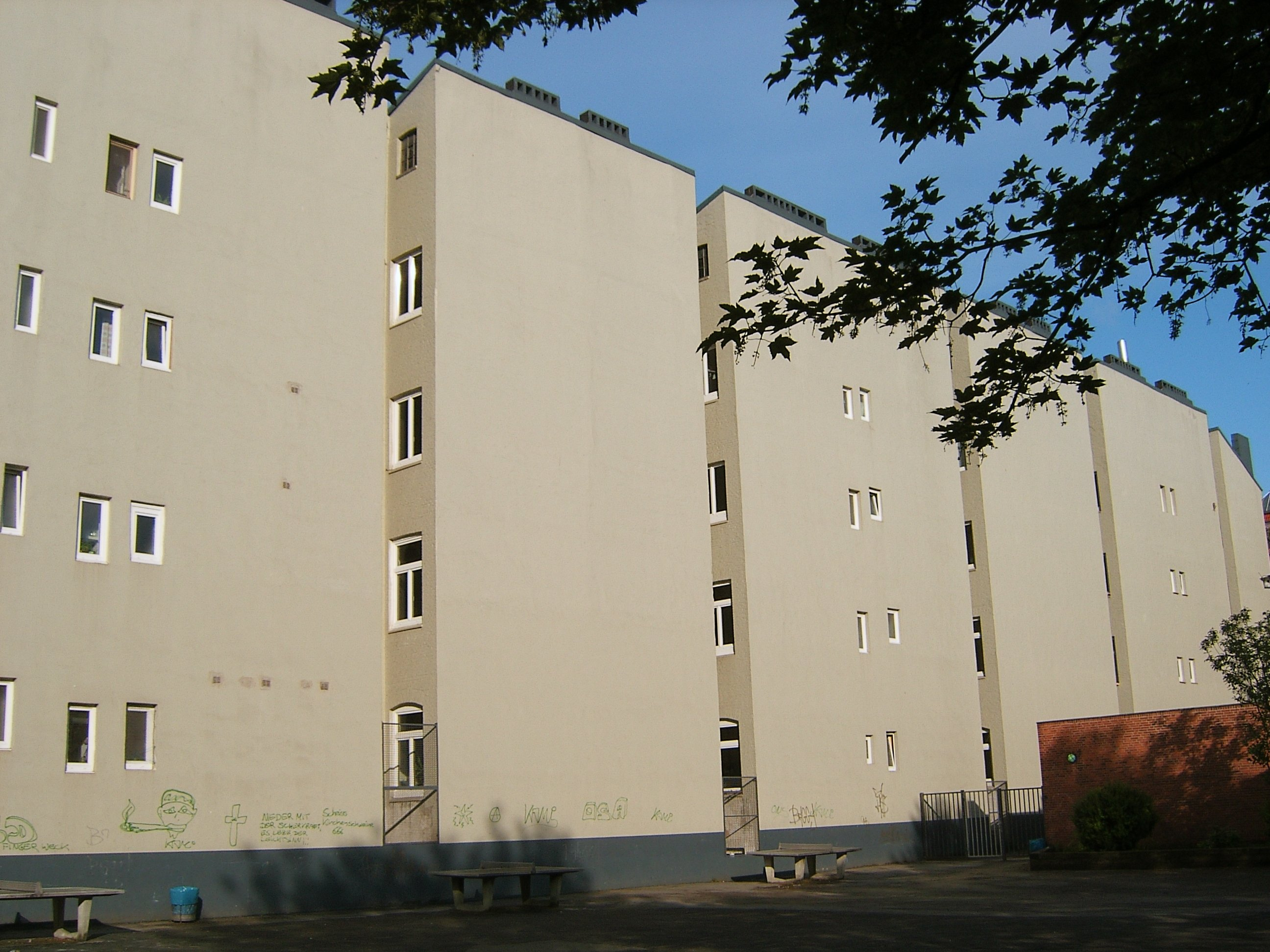
Schlitzbau an der Schmilinskystraße. Die hier früher vorhandene Bebauung wurde im Krieg zerstört.
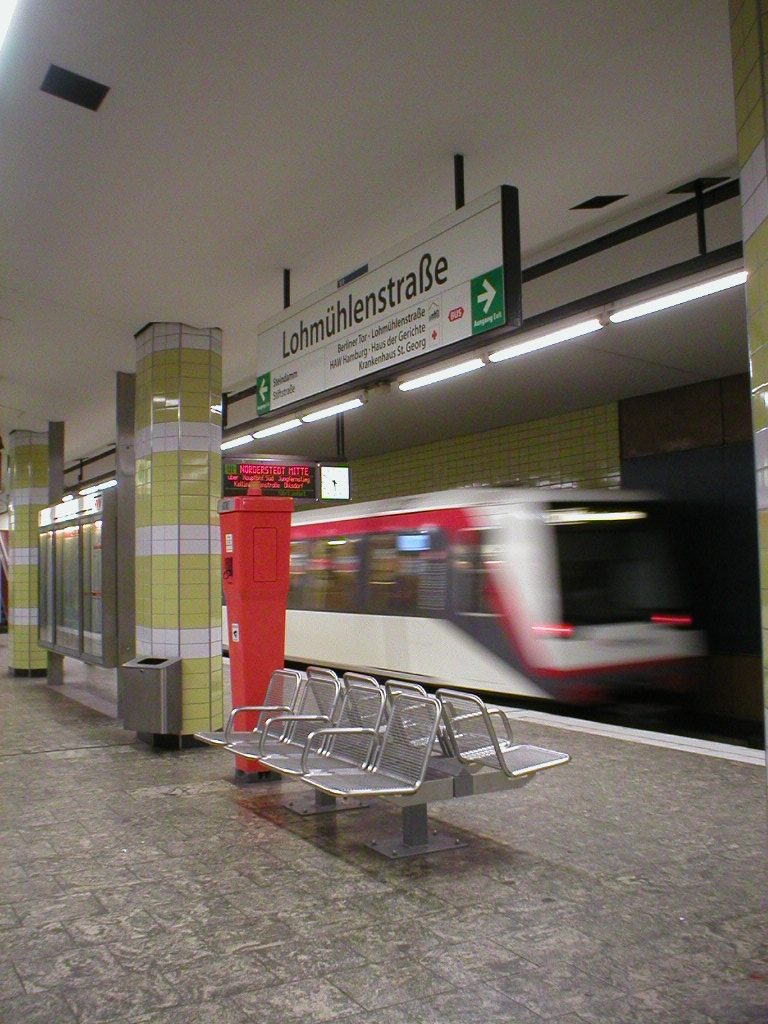
U1-Haltestelle Lohmühlenstraße
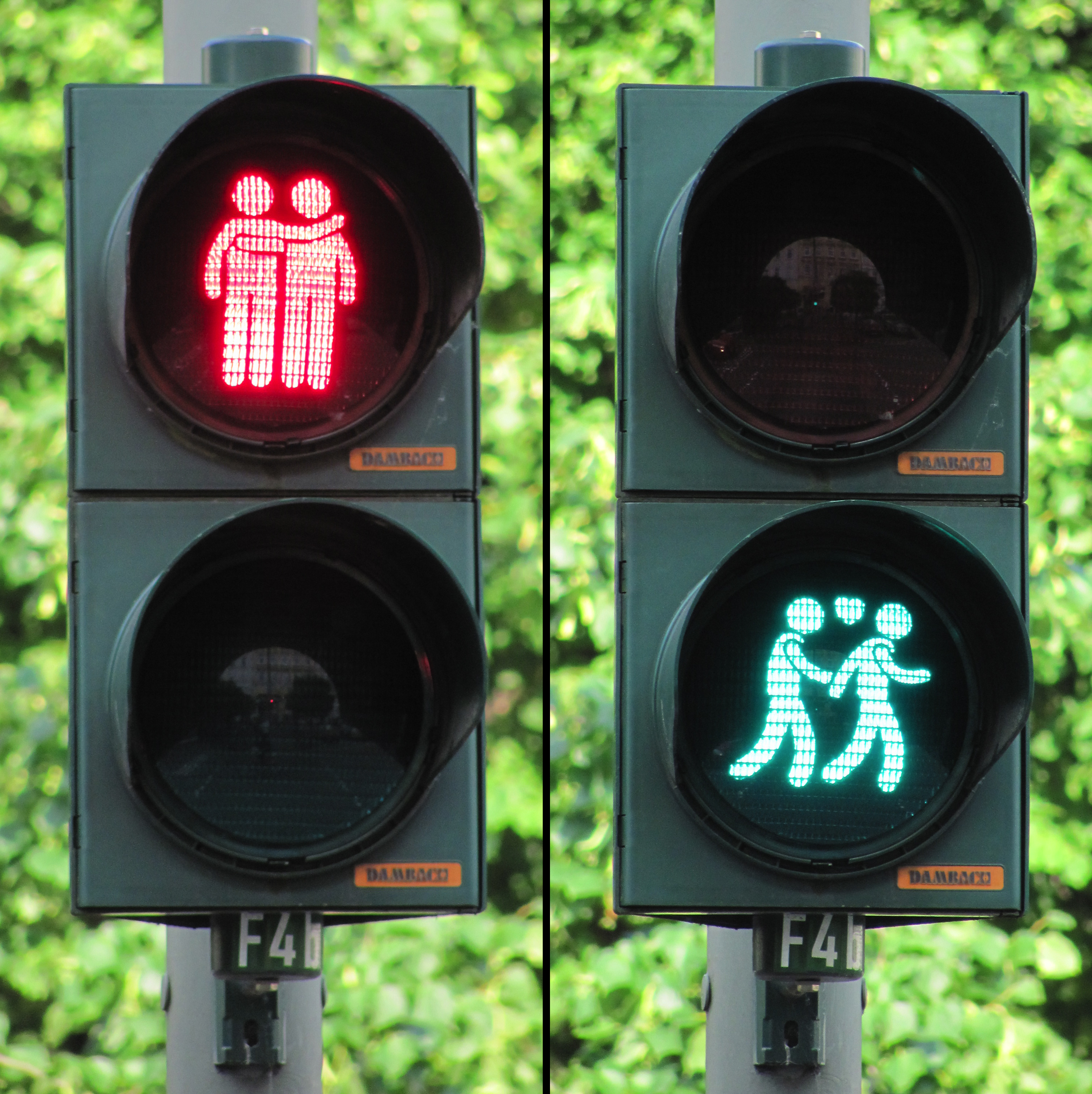
Männerversion der „Vielfaltampel“ an der Langen Reihe (siehe Ampelpärchen)